# Etiopie na Letních olympijských hrách 2004
Etiopie se účastnila Letní olympiády 2004 ve dvou sportech. Zastupovalo ji 26 sportovců (14 mužů a 12 žen).

## Medailisté
| Medaile | Jméno               | Sport    | Soutěž               |
| ------- | ------------------- | -------- | -------------------- |
| Zlato   | Kenenisa Bekele     | Atletika | Muži běh na 10 000 m |
| Zlato   | Meseret Defarová    | Atletika | Ženy běh na 5 000 m  |
| Stříbro | Kenenisa Bekele     | Atletika | Muži běh na 5 000 m  |
| Stříbro | Ejegayehu Dibabaová | Atletika | Ženy běh na 10 000 m |
| Stříbro | Sileši Sihine       | Atletika | Muži běh na 10 000 m |
| Bronz   | Tiruneš Dibabaová   | Atletika | Ženy běh na 5 000 m  |
| Bronz   | Derartu Tuluová     | Atletika | Ženy běh na 10 000 m |